# Okręg wyborczy Mid Leicestershire
Okręg wyborczy Mid Leicestershire powstał w 2023 r. i wysyła do brytyjskiej Izby Gmin jednego deputowanego. Okręg położony jest w hrabstwie Leicestershire. Większość powierzchni (71%) podlegała wcześniej pod zniesiony okręg wyborczy Charnwood, pozostała część należała do okręgów South Leicestershire i Bosworth. Okręg obejmuje północno-zachodnie przedmieścia Leicester oraz tereny wiejskie w ich sąsiedztwie. 

## Deputowani do brytyjskiej Izby Gmin z okręgu Mid Leicestershire
- 2024– : Peter Bedford, Partia Konserwatywna[3]